# Sinzing
Sinzing é um município da Alemanha, situado no distrito de Ratisbona, no estado da Baviera. Tem 44,30 km² de área, e sua população em 2019 foi estimada em 7.449 habitantes.